# Barra do Choça
Barra do Choça é um município brasileiro no interior e sudoeste do estado da Bahia, sendo um dos 24 territórios integrantes do Território de Identidade Sudoeste Baiano, proposto pela Superintendência de Estudos Econômicos e Sociais da Bahia. Sua população estimada em 2024 foi de 38 481 habitantes, de acordo com dados do Instituto Brasileiro de Geografia e Estatística (IBGE). Sua área territorial é de 765,936 km².
O município foi criado com território desmembrado de Vitória da Conquista, pela Lei Estadual nº 1.694, de 22 de junho de 1962 e instalado em 7 de abril de 1963.

## História
As origens do atual município de Barra do Choça prendem-se à história do Sertão da Ressaca, também conhecido como Planalto da Conquista. Era fazenda de Barra do Choça era ainda uma fazenda e ponto de pouso para tropeiros, boiadeiros e viajantes no século XIX, até configurar arraial de Barra do Choça pertencente a Imperial Vila da Vitória e depois distrito, no início do século XX, de Vitória da Conquista. Em 1962 foi emancipada permanecendo com o nome de cidade de Barra do Choça, com a configuração dos limites atuais.
Na primeira metade do século XIX, o arraial da Conquista, que pertencia ao termo de Caetité, sofreu algumas mudanças de ordem administrativa e territorial. Em 1831, a freguesia do rio Pardo foi elevada a categoria de vila da Província de Minas Gerais e, consequentemente, o arraial da Conquista, assim como os arraiais de Santo Antonio da Barra, São Felipe e Poções passaram ao domínio administrativo da Província de Minas Gerais. Esta decisão não foi aceita pelos moradores desses povoados, principalmente o arraial da Conquista, gerando muitos protestos “justamente pela alegação dos seus habitantes da longa distância da capital mineira e pelo fato de já constituírem uma população de 8 a 10 mil pessoas”. Contudo, as respostas da presidência da província da Bahia e de Minas Gerais demoraram e, somente, em 1839 o território foi desmembrado da província de Minas Gerais. No ano seguinte, 1840, o arraial emancipou-se, conservando os limites anteriores com a denominação de Imperial vila da Vitória.
No seu conjunto, o povoamento do Sertão da Ressaca ocorreu a partir da necessidade de expansão dos domínios dos bandeirantes; a necessidade de descobrir novas minas de metais preciosos, bem como da necessidade dos moradores das Vilas do Rio de Contas e Minas Novas obterem produtos necessários à sobrevivência dos habitantes daquelas povoações. Após estabelecer-se no Planalto da Conquista, João Gonçalves da Costa procurou desbravar toda a região. Não havendo se concretizado a descoberta de novas fontes de mineração no Sertão da Ressaca, a ocupação ocorreu com base nas fazendas de gado e na agricultura de subsistência. Assim, a descendência de João Gonçalves da Costa constituiu o núcleo inicial do povoamento, tendo, através das alianças de casamento, atraído outras famílias pioneiras para o local.
Assim, no século XIX, o Sertão da Ressaca representava uma das principais áreas de criação de gado, cultivo de algodão e produção de alimentos, como também, por ser um entreposto ligando as várias regiões da província da Bahia, tornou-se ponto obrigatório de parada de viajantes, comerciantes e boiadeiros. O que favoreceu o surgimento e o crescimento do comércio na região.
Mas a população atual do Sertão da Ressaca e, em especial, Barra do Choça, era bem diferente, pois antes dos homens brancos chegarem, existiam por essas terras tribos indígenas das nações Ymboré (Aymoré),  Os Sapuyás kiriris, Kamakã (Mongoió) e Pataxó, todos pertencentes ao tronco dos grupos Jê.
Com a matança e expulsão dos indígenas de suas terras, as fazendas de gado e de agricultura se espalharam pela região, provocando  desaparecimento das matas nativas e dos animais, principalmente a onça. Infelizmente, os indígenas e alguns animais desapareceram da região e hoje fazem parte das lembranças, da história.
A fazenda Barra do Choça pertenceu ao Capitão-mor João Gonçalves da Costa e depois da sua morte teve seu território fragmentado pelos membros de sua família. Com o passar dos anos, essa fragmentação se acentuou devido a divisão por herança, mas também pela compra e venda, o que possibilitou a aquisição de partes das terras da Fazenda Barra do Choça a outros membros de famílias tradicionais que povoaram a região juntamente com os Gonçalves da Costa, a exemplo dos Oliveiras Freitas, e, portanto, famílias proprietárias de terras e escravos que detinha o poder político e econômico da Imperial Vila da Vitória, tendo terras também no município onde hoje é Barra do Choça.
No século XIX, Barra do Choça era também ponto de passagem de tropeirismo. O tropeiro, figura indispensável em tempos difíceis, era a pessoa que possibilitava a ligação de uma região à outra, era também a fonte de aquisição tanto de mercadorias como de informações. Dessa forma, ao longo das estradas se dava a fixação de ranchos, em que os tropeiros, viajantes e boiadeiros pernoitavam, gerando assim, um pequeno comércio, tendo a venda como o principal ponto. O rancho também era o responsável pelo surgimento de lugarejos, como é o caso de Barra do Choça e Jequié, uma vez que a região era área de pouso, de engorda e de criação de bovinos.

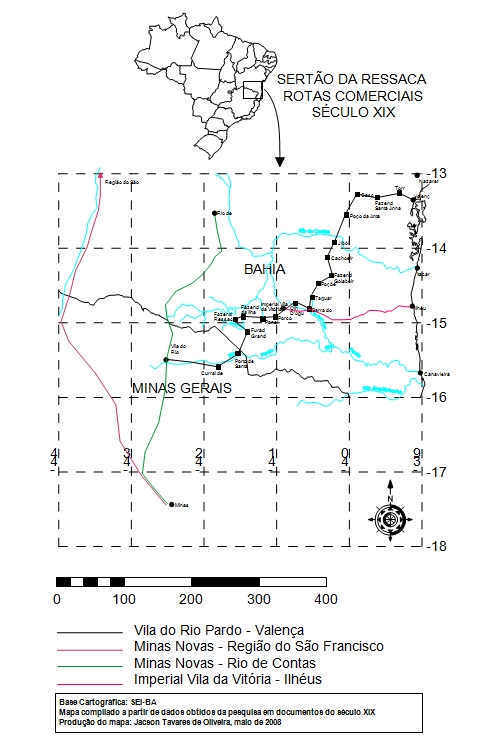

No mapa acima, está o roteiro descrito pela Câmara de Vereadores da Imperial Vila da Vitória, indicando aos tropeiros, boiadeiros e viajantes as localidades onde encontrariam pouso com estrutura para atendê-los e o documento descreve o seguinte: “(…) de lugares denominados Panela, Porcos e Olho D’água (…) seguia então para o oitavo pouso, o lugar denominado Barra do Choça “com água corrente que não seca”, seguindo então para Taquaral, “com água em brejos que não seca” e dali para o Arraial dos Poções (…)”.
Dessa forma, os documentos pesquisados, apontam a existência de Barra do Choça, primeiro como fazenda, depois como povoado e por último como distrito, ligado a história de Vitória da Conquista. Depois de passar por um plebiscito, o povo de Barra do Choça confirmou o desejo da emancipação. Assim, em Outubro de 1962, foi realizada as eleições para compor o legislativo e o executivo do novo município, que nesse período tinha aproximadamente 600 eleitores. Somente em 7 de abril de 1963 é que iniciou as atividades do legislativo, sendo discussões corridas em torno de duas indicações do prefeito Roduzindo Alves dos Santos.
Na ocasião, segundo moradores de Barra do Choça, a população (moradores e proprietários de terras) não acreditavam na lavoura do café que aos poucos foi ganhando espaço e se tornando o principal produto cultivado. Devido ao crescimento da cultura cafeeira, Barra do Choça é conhecida como a Capital do Café.
Barra do Choça foi conhecida durante muitos anos como a Cidade do Café, por ser o município com maior produção de sacas de café do Norte e Nordeste do Brasil.

## Economia
A economia do município de Barra do Choça está fundamentada principalmente na agropecuária. A produção de café representa mais de 80% das atividades econômicas e da utilização da mão de obra. Além do café, há também a produção de feijão, mandioca, milho, etc.